# AJ-10
AJ-10 – amerykański silnik rakietowy na paliwo hipergolowe, produkowany przez firmę Aerojet, po raz pierwszy oblatany w 1957 roku. Wykorzystywany był w członach górnych kilku wariantów rakiet Atlas i Thor, a także w rakietach Delta i Titan oraz jako napęd główny statków kosmicznych.

## Wybrane warianty silnika
- AJ-10-118 - pierwszy wariant, opracowany dla drugiego członu rakiet Vanguard, jego zapłon po raz pierwszy odnotowano 17 marca 1958, podczas startu satelity Vanguard 1[2].
- AJ-10-101 - wariant dostosowany do ulepszonych wersji członu Able użytego w rakietach Atlas-Able i Thor-Able, pierwszy zapłon w lipcu 1958[3].
- AJ-10-118F - wersja dla członu Delta-F, wykorzystywana w rakietach Delta 0100, Delta 1000[4] i N-II.
- AJ-10-118K - wersja dla członu Delta-K, używana nieprzerwanie od 1989 do chwili obecnej w rakietach Delta II.
- AJ-10-137 - silnik montowany jako główny napęd modułu serwisowego statków w programie Apollo.
- AJ-10-138 - wersja oryginalnie planowana dla rakiet Vanguard, dwukrotnie oblatana w członie Transtage na rakietach Titan.
- AJ-10-190 - jednostki napędowe systemu OMS w wahadłowcach NASA.

Pod rozwagę brano również wykorzystanie AJ-10 jako jednostki napędowej dla statku kosmicznego Orion.